# Dwayne Sandy
Dwayne Sandy (Kingstown, 19 febbraio 1989 – Calliaqua, 21 maggio 2021) è stato un calciatore sanvincentino, di ruolo portiere.
Soprannominato "Tall Man" ("spilungone"), era in attività con la nazionale sanvincentina quando venne ucciso a colpi di arma da fuoco mentre si trovava con la fidanzata, la quale rimase ferita.

## Palmarès
- Portiere dell'anno della NLA Premier League: 1

2010-2011